# Radomyśl, Hạt Stargard
Radomyśl [raˈdɔmɨɕl] là một ngôi làng thuộc khu hành chính của Gmina Chociwel, thuộc hạt Stargard, West Pomeranian Voivodeship, ở phía tây bắc Ba Lan.
Trước năm 1945, khu vực này là một phần của Đức. Đối với lịch sử của khu vực, xem Lịch sử của Pomerania.